# Арцано
Арцано (итал. Arzano) је насеље у Италији у округу Напуљ, региону Кампанија.
Према процени из 2011. у насељу је живело 34933 становника. Насеље се налази на надморској висини од 74 м.

## Становништво
Према резултатима пописа становништва 2011. у општини је живело 34.933 становника.
| 1931.  | 1936.  | 1951.  | 1961.  | 1971.  | 1981.  | 1991.  | 2001.  | 2011.  |
| ------ | ------ | ------ | ------ | ------ | ------ | ------ | ------ | ------ |
| 10.156 | 10.819 | 13.225 | 15.842 | 24.035 | 34.961 | 40.098 | 38.510 | 34.933 |

## Партнерски градови
- Клегер
- Арзано